# Primăria Veche (Schiedam)

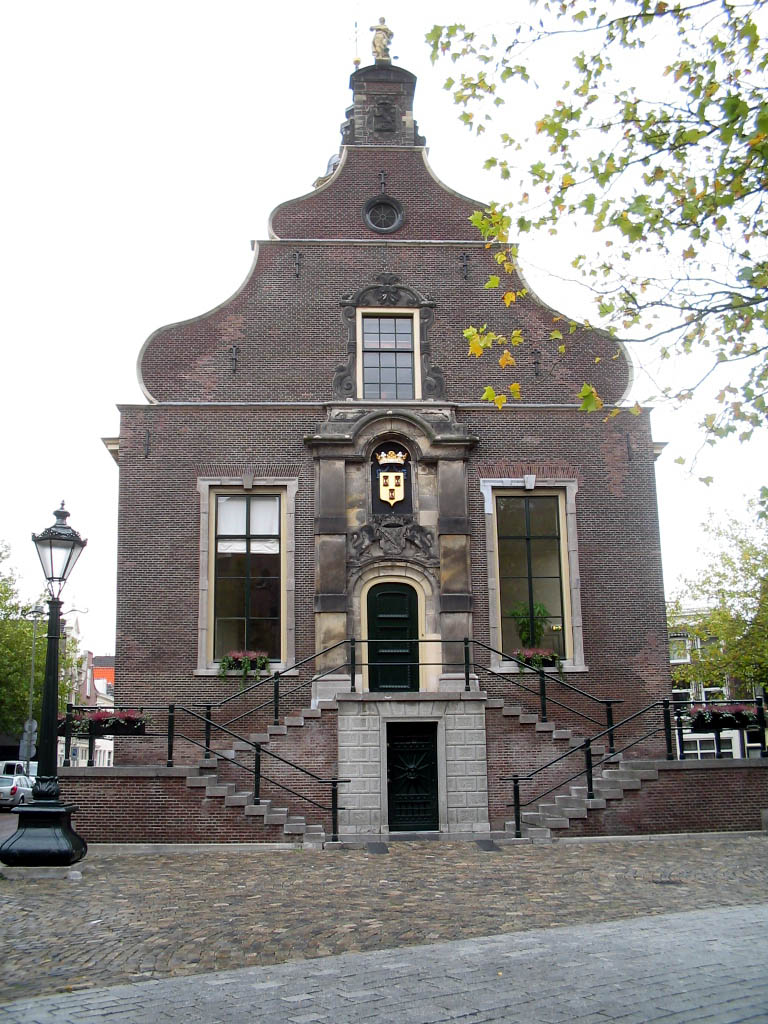
Fațada principală

Primăria Veche din Schiedam este situată în Piața Mare (Grote Markt). Clădirea, ridicată în 1538, a fost reconstruită în 1606 după un incendiu (1604), iar în 1637 a fost dotată cu frontoanele actuale. Scara dublă datează din perioada 1717-1718. În 1782, a fost modernizată de arhitectul orașului de atunci, Rutger van Bol'es.
Ultima ședință a consiliului local a avut loc aici în ianuarie 1973. Într-o parte a primăriei funcționează un restaurant, iar cealaltă parte este folosită din nou pentru cununii, ședințe și scopuri reprezentative.
Prof. Mr. Pieter van Vollenhoven a inaugurat pe 22 octombrie 2004 primăria restaurată, o restaurare care a durat un an și jumătate și care a fost posibilă datorită unei subvenții importante din partea Serviciului Național pentru Îngrijirea Monumentelor.
În timpul restaurării vechii primării, atât interiorul, cât și exteriorul au fost recondiționate. Lucrările de vopsitorie, tavanele și amenajarea diverselor camere au fost restaurate. De asemenea, fațada exterioară a fost reparată, iar turnulețul a fost recondiționat.

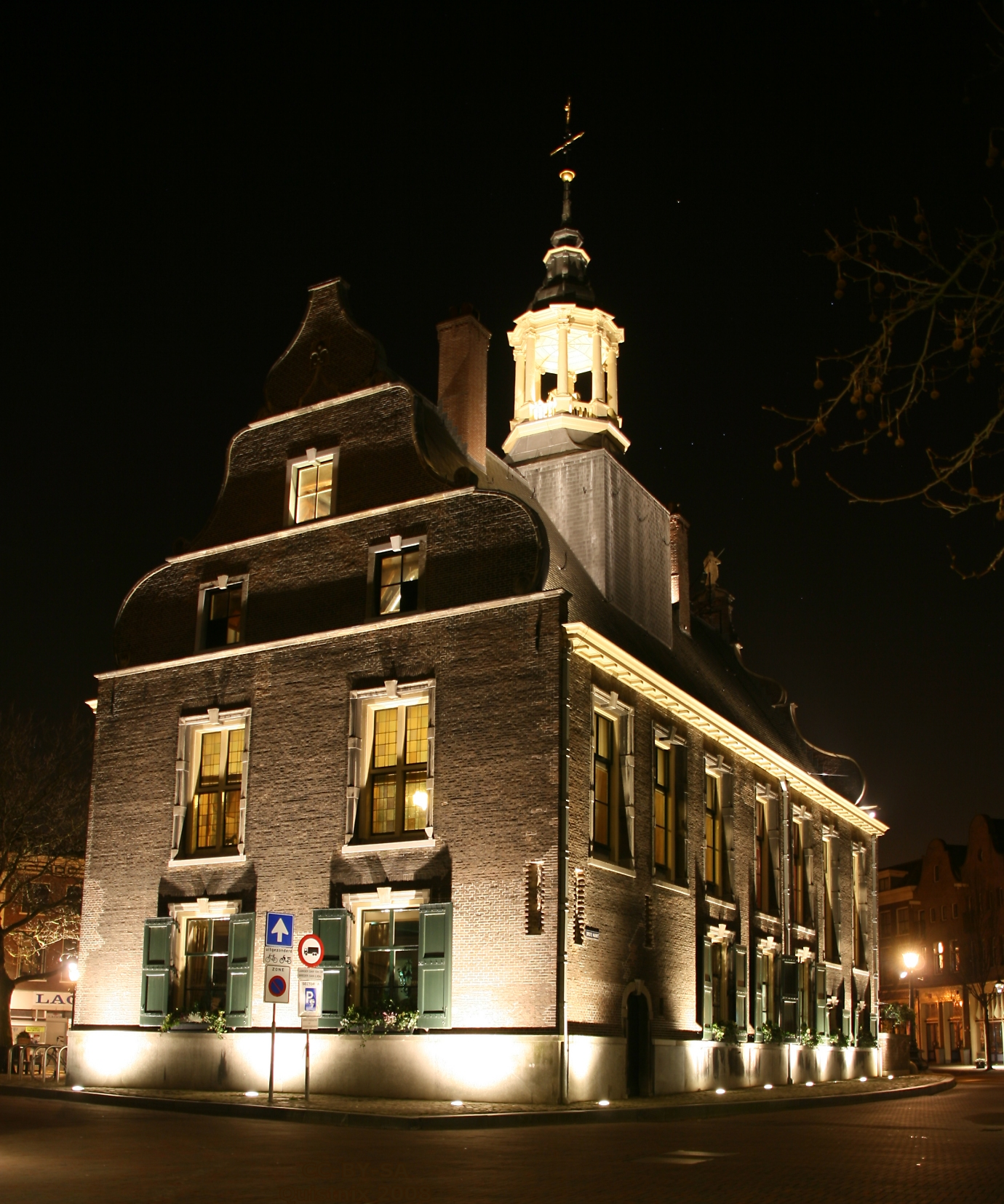
Fațada din spate și laterală
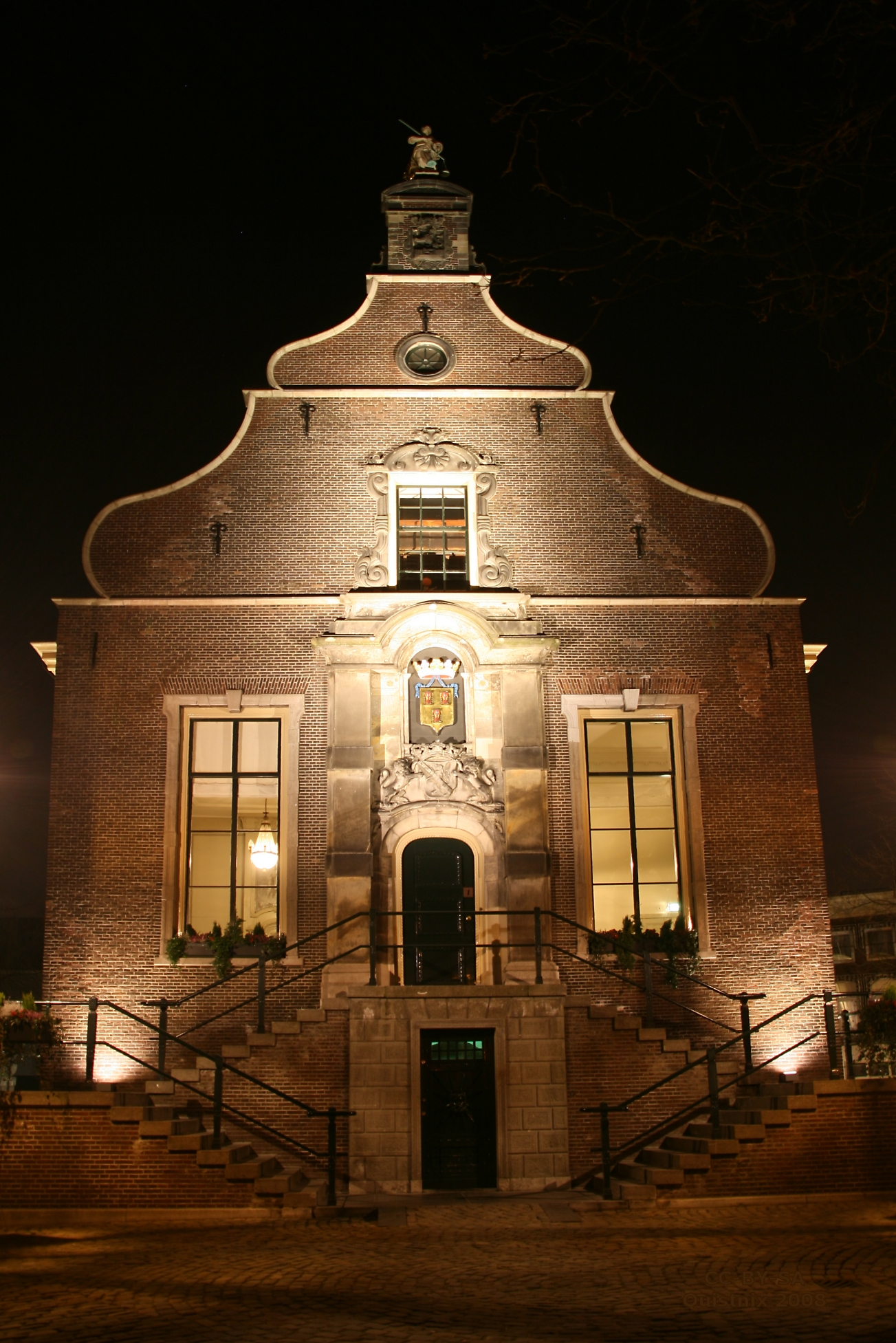
Fațada principală noaptea